# Jean-Louis Robert (musicien)
Pour les articles homonymes, voir Jean-Louis Robert et Robert (patronyme).
Jean-Louis Robert est un pianiste, compositeur et pédagogue belge né en 1948 à Haine-Saint-Pierre et mort en mai 1979,.

## Biographie

### Disparition
Jean-Louis Robert meurt en mai 1979 dans un accident de la route.

## Discographie
Principales œuvres
- Aquatilis
- Domino
- Le Coin d'Icare : Le Soleil lumineux, Norge
- Lithoïde no.8